# 林田スマ
林田 スマ（はやしだ すま、1947年〈昭和22年〉12月16日 - ）は、フリーアナウンサー。福岡県嘉穂郡出身。福岡県立福岡高等学校卒業。

## 人物
- 元RKB毎日放送アナウンサーで、ラジオ深夜番組「スマッシュ!!11」や「ユーアンドミー」などを担当。
- 結婚のためRKB毎日放送を退社後、専業主婦を経てフリーアナウンサーの仕事に復帰。
- 現在もテレビやラジオの番組を中心に企業やPTAの講演などを行う。また、筑紫女学園大学非常勤講師、大野城まどかぴあ館長としても活躍している。

番組出演は事実上RKBラジオ専属である。現在持っている番組の殆どは週末に集中しており、「RKBラジオ週末の顔」としても知られている。

## 番組
2022年4月現在、いずれもRKBラジオで放送。★はRKBエキサイトホークスが延長放送される場合は時間が変更される。

### 現在出演中の番組
- 林田スマのおかあさんにバンザイ（土曜 17:05～17:20）★
- スマスマ E-KIDS（日曜 18:30～18:45）★
- 林田スマのサンデースイートショップ（日曜 20:00～21:00）[3]

### 過去に出演した番組
- スマッシュ!!11[1]
- 中村もときのおはようRKB[1]
- ことばの花束（土曜 17:49～17:58）★
- 林田スマのハートフルトーク（日曜 9:00～9:30）（「サンデースイングライフ」内）
- 林田スマのほっとエナジー（日曜 17:25～17:55）